# Je, tu, il, elle
Je, tu, il, elle è un film del 1974 diretto da Chantal Akerman. Il film è stato selezionato per essere presentato alla 66ª edizione del Festival internazionale del cinema di Berlino nel 2016.

## Trama
Julie è una ragazza che vive da sola nella sua stanza e trascorre il tempo riordinando i mobili, scrivendo lettere e mangiando zucchero da un sacchetto di carta. Alla fine lascia la sua stanza e, facendo l'autostop, incontra un giovane camionista. I due si fermano lungo la strada, prima in un ristorante, poi in un bar e infine in un bagno. Il ragazzo si fa masturbare da Julie, e in seguito inizia a parlarle della sua vita familiare. Dopo essersi separata dal suo compagno di viaggio, Julie va a trovare una donna, sua ex amante, che le prepara da mangiare e le chiede di andarsene l'indomani mattina. Julie comincia a spogliare la donna e le due hanno un rapporto sessuale.

## Distribuzione

### Data di uscita
- 6 settembre 1975 in Italia
- 17 novembre 1976 in Francia

## Accoglienza
Il film è stato accolto positivamente dalla critica. Sull'aggregatore di recensioni Rotten Tomatoes, il film ha una valutazione del 100% basata sulle recensioni di 8 critici e un voto medio di 7,80 su 10.